# Сюч, Тамаш
Та́маш Сюч (венг. Szűcs Tamás; род. 16 января 2005, Дебрецен, Венгрия) — венгерский футболист, полузащитник клуба «Копенгаген».

## Карьера
Играл в молодёжных командах «Хайдусобослой», «Хайдубёсёрмени» и «Гонведа». За основную команду последних сыграл в Национальном чемпионате 21 ноября 2021 года в матче с «МТК». В июле 2022 года перешёл в датский «Копенгаген», где был заявлен за команду U19.